# Конфіскація
Конфіскація (лат. confiscatio «відібрання в казну» ← con «разом; повнота» + фонд «кошик, каса, казна, фінанси») — примусове безоплатне вилучення у власність держави всього або частини майна, яке є власністю особи, під різними приводами, що проводиться як санкція за злочин чи за адміністративне чи яке-небудь інше правопорушення.

## Мета конфіскації
- Не дозволити особам, які вчинили незаконне діяння, збагатитися за рахунок злочину.
- Компенсувати шкоду, заподіяну потерпілому, за рахунок вилучених доходів, одержаних злочинним шляхом.
- Запобігти повторенню злочину за рахунок вилучення знарядь злочину.

## Види конфіскації
Законодавство більшості країн розрізняє два види конфіскації: конфіскацію в кримінальному порядку (лат. in personam) та конфіскацію поза кримінального провадження (лат. in rem). Ці види конфіскації різниться процедура вилучення активів. Перша має на увазі кримінальне провадження і винесення обвинувального вироку. Для другої цього не потрібно. У деяких країнах застосовується також так звана адміністративна конфіскація.